# مال من بودی
«مال من بودی» (به انگلیسی: You Were Mine) تک‌آهنگی از دیکسی چیکس است که در سال ۱۹۹۸ میلادی منتشر شد.
این تک‌آهنگ در چارت‌های ، در رتبه اول قرار گرفت.